# Creu per la Valentia Demostrada
La Creu per la Valentia Demostrada (anglès: Conspicuous Gallantry Cross - citació: CGC) és la segona condecoració per valentia davant l'enemic del Regne Unit, immediatament per darrere de la Creu Victòria, i se situa immediatament després del MBE a l'Orde de Precedència britànic.
La CGC va ser instituïda el 7 de febrer de 1995 per la Reina  Elisabet II. Va reemplaçar la Medalla de la Conducta Distingida i la Medalla per la Valentia Demostrada, així com va substituir l'Orde del Servei Distingit per valentia (si bé aquesta encara es va mantenir per lideratge).
S'atorga a tots els rangs de totes les branques del servei. El Caporal Wayne Mills, del 1r Batalló del Regiment Duke of Wellington, va ser el primer receptor al maig de 1995 per les accions a Bòsnia el 24 d'abril de 1994.
Poden atorgar-se barres en reconeixement de posteriors accions de valentia.
Els receptors poden emprar el post-nominal "CGC"

## Receptors
| Nom                                 | Rang                        | Unitat                                                                                   | Atorgada   | Conflicte                        |
| ----------------------------------- | --------------------------- | ---------------------------------------------------------------------------------------- | ---------- | -------------------------------- |
| Mills, Wayne                        | Corporal                    | Duke of Wellington's Regiment                                                            | 9/5/1995   | Ex-República de Iugoslàvia       |
| Humphreys, Peter                    | Colour Sergeant             | Royal Welch Fusiliers                                                                    | 9/5/1996   | Ex-República de Iugoslàvia       |
| Baycroft, John David, MBE           | Colour Sergeant             | Parachute Regiment                                                                       | 6/4/2001   | Sierra Lleona (Operation Barras) |
| MacFarlane, Iain James McKechnie    | Squadron Leader             | Royal Air Force                                                                          | 6/4/2001   | Sierra Leone (Operation Barras)  |
| Day, Tony Kenneth                   | Corporal                    | Royal Marines                                                                            | 29/10/2002 | Afganistan                       |
| Merchant, Jeremy Mark               | Captain                     | Royal Marines                                                                            | 29/10/2002 | Afganistan                       |
| Hearne, Karl Anthony                | Corporal                    | Parachute Regiment                                                                       | 29/10/2002 | Afganistan                       |
| Sanders, Edward Lawrence            | Private                     | Parachute Regiment                                                                       | 29/10/2002 | Afganistan                       |
| Thomas, Justin Royston              | Marine                      | Royal Marines                                                                            | 31/10/2003 | Iraq                             |
| Flynn, Michael John                 | Lance Corporal of Horse     | Blues and Royals                                                                         | 31/10/2003 | Iraq                             |
| Jardine, Shaun Garry                | Corporal                    | King's Own Scottish Borderers                                                            | 23/4/2004  | Iraq                             |
| Robertson, Gordon                   | Sergeant                    | Parachute Regiment                                                                       | 23/4/2004  | Iraq                             |
| Broome, Christopher Mark            | Sergeant                    | Princess of Wales's Royal Regiment                                                       | 15/3/2005  | Iraq                             |
| Bryan, Terry                        | Sergeant                    | Royal Regiment of Artillery                                                              | 15/3/2005  | Iraq                             |
| Thomson, Terence Alan               | Corporal                    | Princess of Wales's Royal Regiment                                                       | 15/3/2005  | Iraq                             |
| Tomlinson, Matthew Robert           | Colour Sergeant             | Royal Marines                                                                            | 24/3/2006  | Iraq                             |
| Radford, Andrew                     | Lance Corporal of Horse     | Life Guards                                                                              | 14/12/2006 | Afganistan                       |
| Harkess, James                      | Sergeant                    | Worcestershire and Sherwood Foresters Regiment                                           | 14/12/2006 | Iraq                             |
| Farmer, Hugo                        | Lieutenant                  | Parachute Regiment                                                                       | 14/12/2006 | Afganistan                       |
| Illingworth, Timothy                | Lieutenant (acting Captain) | The Light Infantry                                                                       | 14/12/2006 | Afganistan                       |
| Col·lectiva                         |                             | The Royal Irish Regiment (27th (Inniskilling) 83rd and 87th and Ulster Defence Regiment) |            | Irlanda del Nord                 |
| Thompson, John Thomas               | Corporal                    | Royal Marines                                                                            | 19/7/2007  | Afganistan                       |
| Hollingsworth, Jonathan Stuart, QGM | Sergeant                    | Parachute Regiment                                                                       | 19/7/2007  | Iraq (pòstuma)                   |

## Disseny
Una creu pattée en plata amb la Corona de S. Edward al medalló central, i dues branques de fulles de llorer al darrere de la creu, entre els braços.
El galó és blanc, amb una franja vermella al mig i blau fosc als costats.